# Jane Parker
Jane Boleyn, viscontessa Rochford, nata Parker (Norfolk, 1505 circa – Torre di Londra, 13 febbraio 1542), è stata una nobildonna inglese che visse durante il regno di Enrico VIII. Era cognata di Anna Bolena seconda moglie di Enrico, e fu dama di compagnia della quinta moglie del sovrano, Caterina Howard, con la quale fu decapitata per aver coperto la relazione adulterina della regina con Thomas Culpeper.

## Infanzia
Nata Jane Parker era la figlia di Henry Parker, X barone Morley e Alice St John, figlia maggiore di Sir John St John. 
Nacque a Norfolk, Inghilterra, intorno al 1505 in una famiglia facoltosa, ben connessa, politicamente attiva e agiata. 
Il padre di Jane era un intellettuale, con un gran interesse nella cultura e nell'educazione. Jane fu inviata a Corte durante l'adolescenza ed entrò al servizio della casa della moglie del Re, Caterina d'Aragona.

## Matrimonio
Alla fine del 1524 o all'inizio del 1525, si sposò con George Boleyn, visconte di Rochford e fratello della regina Anna Bolena. Dall'unione non risultano essere nati figli. È menzionato un “George Boleyn”, decano della cattedrale di Lichfield e deceduto in età avanzata nel 1603, ma non risultano esservi fonti che lo indichino figlio della coppia.

## Ruolo nell'esecuzione di suo marito
George venne arrestato nel maggio 1536 e imprigionato nella Torre di Londra, accusato di incesto con la sorella.
Non è storicamente accertato se Jane abbia personalmente accusato il marito o se Thomas Cromwell strumentalizzò le sue parole in una dichiarazione che gli serviva per la condanna. 
In ogni caso, Jane non comparve in qualità di testimone al processo. Fu tuttavia prodotta una sua dichiarazione secondo cui la regina Anna si sarebbe sfogata con lei lamentando che “‘il Re non era in grado di copulare con una donna non avendo né potenza né virilità’”, il che poneva in dubbio la paternità della figlia della coppia, Elisabetta. 

## Vedovanza
In assenza di figli, le terre della famiglia di George, ottenute durante il regno di Anna e che si trasmettevano per via maschile andarono perdute così come il titolo di conte di Wiltshire.

### Intrighi politici successivi
Successivamente ebbe un posto nella casa di un'altra delle mogli del re, Anna di Clèves e dovette testimoniare nel mese di luglio 1540 per aiutare il re a divorziare da lei, affermando che la sua regina le avrebbe confidato che il loro matrimonio non era mai stato consumato e che la stessa non sapeva neppure in che cosa esattamente consistesse un rapporto sessuale. Ciò permise al re di annullare il matrimonio con Anna di Clèves e sposarsi con la diciottenne Caterina Howard, nipote del duca di Norfolk.
In seguito Jane ottenne il titolo di Signora della Camera Privata della nuova regina, e, stando a quanto emerse successivamente, ebbe un qualche ruolo, non si sa quanto attivo, nella tresca tra Caterina Howard e il suo amante, il giovane cortigiano Thomas Culpeper, grande favorito del re; costui, processato per alto tradimento, ammise che Jane avrebbe favorito la sua relazione con la regina, incoraggiandolo e permettendogli di accedere indisturbato agli appartamenti reali. Caterina Howard, arrestata per alto tradimento e adulterio, fece ammissioni del medesimo tenore, asserendo che fosse stata Lady Rochford a suggerirle di trescare con il giovane Culpeper.
Jane provò a difendersi presentandosi come vittima delle circostanze e asserì che la regina aveva ripetutamente incontrato Thomas Culpeper di sua propria volontà e noncurante dei pericoli che una relazione adulterina comportava.

### Caduta ed esecuzione
Quando l’adulterio della regina divenne di pubblico dominio, Jane Rochford fu arrestata e incarcerata presso la Torre, dove fu interrogata per molti mesi, ma poiché aristocratica, non fu torturata. Sotto pressione psicologica, tuttavia, ebbe un tale tracollo nervoso da perdere la sanità mentale. Ciò avrebbe potuto garantirle la salvezza, ma il Parlamento cambiò la legge esistente, che impediva di giustiziare le persone dichiarate pazze.
Fu giustiziata mediante decapitazione presso la Torre di Londra il 13 febbraio 1542, subito dopo la regina Caterina Howard e sepolta assieme a lei nella cappella della vicina Chiesa di San Pietro ad Vincula, dove si trovavano le tombe del marito George e della cognata Anna Bolena. 
| Controllo di autorità | VIAF (EN) 25814802 · ISNI (EN) 0000 0000 7879 856X · CERL cnp01140727 · LCCN (EN) n2007021897 · GND (DE) 134173554 · J9U (EN, HE) 987007390527905171 |